# Domanice (powiat bytowski)
Domanice (też: Domanica, kaszb. Domanice) – osada w Polsce położona w województwie pomorskim, w powiecie bytowskim, w gminie Miastko.
Położone około 1,5 km na wschód od drogi krajowej nr 20 ze Stargardu do Gdyni.
W latach 1975–1998 miejscowość administracyjnie należała do województwa słupskiego.